# Leo Bassi
Leo Bassi (New York, 1952) è un giocoliere, comico e attore francese.

## Biografia
Leo Bassi è nato negli Stati Uniti nel 1952 da una famiglia di circensi tra i quali alcuni avi di origine italiana da cui il cognome. Ha vissuto in Francia, Medio Oriente, Giappone, Italia ed un po' ovunque girando il mondo con i suoi spettacoli.
Specializzato nei numeri di antipodismo (acrobazie eseguite con oggetti tenuti in equilibrio e fatti volteggiare con i piedi) ha sviluppato dagli anni ottanta una serie di spettacoli che dal primo Il circo più piccolo del mondo di cui era unico protagonista.
Nonostante abbia partecipato a trasmissioni televisive (in Italia con Piero Chiambretti) si esibisce quasi esclusivamente al teatro, in strada, nelle piazze, nelle discoteche e dove c'è un diretto contatto con il pubblico.
Si sposta in Spagna negli anni novanta per uno dei suoi spettacoli di maggior successo, Instintos Ocultos dove coinvolge anche il pubblico. Già precedentemente nel numero della piramide convinceva alcuni partecipanti presi a caso tra il pubblico a recitare delle parti che venivano loro comunicate da una registrazione in cuffia mentre il pubblico li credeva preda di un'ipnosi paranormale.
Nei suoi spettacoli successivi, "La Vendetta", "Golf", "12 Settembre", Bassi dimostra una maggiore attenzione a temi politici ed ambientalisti.
Lo spettacolo "La Revelacion" (2008) è un proclama contro i falsi miti della religione, e un tributo alla ragione e a scienziati, filosofi e artisti.
Il suo ultimo spettacolo si chiama Utopia.